# Игра у тами (филм)
Игра у тами је српски филм из 2015. године. Режирао га је Југ Радивојевић, а сценарио је написао Ђорђе Милосављевић, инспирисано приповетком Иве Андрића „Аска и вук”.

## Радња
Вук (24), огрезао у прљаве послове -трговину женама, окрутан и немилосрдан, увлачи Аску (19) у своје канџе, захваљујући добро разрађеној мрежи секс трафикинга. Својим плесом и лепотом Аска успева да у Вуку пробуди љубав, човечност, али и сан о естради и бољем животу. Вук по први спознаје љубав, која га из корена мења.
Вук упознаје Аску преко огласа у локалним новинама. Обећао јој је лак посао, добру зараду и леп смештај у угоститељском објекту на мору, где је повео својим колима. Али је уместо на обалу довео у запуштен мотел у јадранском залеђу, који воде Вуков старији брат и мајка. Аска убрзо схвата како је ту доведена да би под присилом радила као проститутка. Мучно искуство прети да је уништи, али Аска налази неочекивани излаз у плесу, испуњавајући жеље газда и муштерија бордела, даје све плесу, у коме види неку врсту личног уточишта пред окружењем ужасне стварности. Вук схвата да је заљубљен у Аску и одлучује да је ослободи и заточеништва.

## Улоге
| Глумац               | Улога  |
| -------------------- | ------ |
| Тамара Драгичевић    | Аска   |
| Виктор Савић         | Вук    |
| Владица Милосављевић | Живана |
| Вук Костић           | Обрад  |
| Борка Томовић        | Рада   |
| Ненад Ненадовић      | Шоле   |
| Игор Дамјановић      | Фадиљ  |
| Миодраг Радоњић      | Луиђи  |
| Срђан Малетић        | Агим   |

## Критике
Игру у тами је тешко гледати, не због мучне теме и агресивне, пренаглашене глуме Вука Костића. Исто важи и за обично одличну Владицу Милосављевић - обоје глуме у регистру који би, можда, могао да прође у позоришту, не и на филму. Тамара Драгичевић и Виктор Савић су бледуњави, делују одсутно и незаинтересовано, а сцене у којима Аска плеше су све само не очаравајуће. Игра у тами оставља утисак нечег снимљеног на брзину, без пуно промишљања и удубљивања, онако узгред.